# Trifosfat de desoxicitidina
El trifosfat de desoxicitidina de fórmula C9H16N₃O13P₃
(en anglès: Deoxycytidine triphosphate abreujat com dCTP) és un nucleòsid trifosfat que conté la pirimidina base citosina. El grup trifosfat conté enllaços fosfoanhídrid d'alta energia, que alliberen energia quan s'hi hidrolitzen Hidròlis.
Els enzims de l'ADN polimerasa utilitzen aquesta energia per incorporar desoxicitidina a una cadena d'ADN recentment sintetitzada. Es pot escriure una equació química que representi el procés:
(ADN)n + dCTP ↔ (ADN)n-C + PPi
És a dir, el dCTP té el PPi (pirofosfat) escindit i el dCMP s'incorpora a la cadena d'ADN a l'extrem 3'. La hidròlisi posterior del PPi condueix l'equilibri de la reacció cap al costat dret, és a dir, la incorporació del nucleòtid a la cadena d'ADN en creixement.
Com altres nucleòsids trifosfats, els fabricants recomanen que el dCTP s'emmagatzemi en solució aquosa a −20°C.